# Тетрамеристовые
Тетрамеристовые (лат. Tetrameristaceae) — семейство цветковых растений порядка Верескоцветные (Ericales). Система APG II помещает его в кладу Астериды. Содержит три-пять видов в трёх родах.

## Ареал
Встречаются в Южной и Центральной Америке, Галапагосских островах, Гвиане и Индонезии.

## Ботаническое описание
Жизненная форма — деревья и кустарники.

## Таксономия
- Pelliciera — Пеллициера
- Pentamerista — Пентамериста
- Tetramerista typus — Тетрамериста